# 宇宙消失
『宇宙消失』（うちゅうしょうしつ、Quarantine）は、グレッグ・イーガンによる長編SF小説。1992年発表。
太陽系に生じた謎の現象、ソフトウェアの脳へのダウンロードによる人間拡張、量子力学における観測問題などのテーマをめぐり、主人公が巻き込まれる事件を描くハードSFである。

## あらすじ
西暦2034年、地球の夜空から星々が消えた。冥王星軌道の倍の半径を持つ暗黒の球体「バブル」が突然現れ、太陽系を包み込んだのだ。世界はパニックに陥り、暴動が発生した。多くの科学者や理論家が「バブル」の正体を突き止めようとしたが、納得のいく答えが出ないまま時が過ぎた。
「バブル」が出現して33年後。人々は「モッド」と呼ばれるソフトウェアを自身の脳内に持ち、感覚の強化・通信の利便化などを可能としていた。中でも元警察官のニック・スタヴリアノスは、「強化モッド」と呼ばれるモッドにより感覚・代謝・精神状態などを制御することができる。ある日ニックは、警備の厳重な病院から失踪した女性の捜索を依頼される。この依頼をきっかけとして、彼は「バブル」の驚くべき秘密を知ることになるのだった。